# 5167 Joeharms
5167 Joeharms è un asteroide della fascia principale. Scoperto nel 1985, presenta un'orbita caratterizzata da un semiasse maggiore pari a 2,6648868 UA e da un'eccentricità di 0,2094364, inclinata di 14,98454° rispetto all'eclittica.